# Niesamowita Dokręcana Głowa i inne kurioza

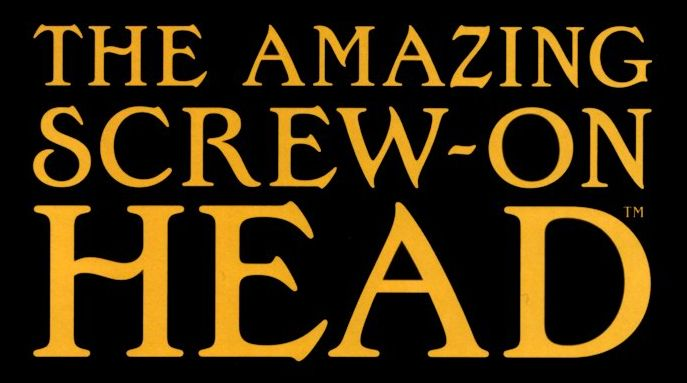
Niesamowita Dokręcana Głowa i inne kurioza- logo

Niesamowita Dokręcana Głowa i inne kurioza (tytuł oryginału: The Amazing Screw-On Head and Other Curious Objects) – zbiór krótkich komiksów autorstwa amerykańskiego rysownika i scenarzysty Mike’a Mignoli, wydawanych w oryginale po angielsku przez Dark Horse Comics. Część z nich ukazała się najpierw indywidualnie lub w innych publikacjach w latach 1998–2002, a następnie została zgromadzona w jednym albumie w 2010 wraz z opowieściami powstałymi specjalnie na potrzeby tego wydania. Polskie tłumaczenie tego tomu zbiorczego ukazało się w 2020 nakładem wydawnictwa KBOOM.

## Fabuła
Historie w nim zawarte w zbiorze, cechujące się podobnym tonem i stylem do innej serii autorstwa Mignoli, Hellboy, utrzymane są w konwencji czarnej komedii, horroru i fantasy, a ich głównym bohaterem jest Dokręcana Głowa, robot pracujący jako agent rządowy w administracji prezydenta Stanów Zjednoczonych Abrahama Lincolna. W zależności od potrzeb głowę robota można przykręcać do różnych ciał, stąd jego imię. Pewnego dnia Lincoln wydaje Dokręcanej Głowie polecenie wytropienia i powstrzymania Cesarza Zombie, nieumarłego okultysty. Zombie i jego pomocnicy, wampirzyca Madam i naukowiec Doktor Snap, ukradli starożytny rękopis, który umożliwi im dostęp do świątyni Abu Gunga. Był to wojownik, który przed tysiącami lat niemal podbił świat dzięki nadprzyrodzonej mocy uzyskanej z „bajecznego klejnotu wielkości melona”. Teraz to Zombie planuje użyć klejnotu dla własnych celów.

## Opowiadania zawarte w wydaniu zbiorczym
| Tytuł i rok wydania polskiego      | Tytuł i rok wydania oryginalnego        |
| ---------------------------------- | --------------------------------------- |
| Niesamowita Dokręcana Głowa (2009) | The Amazing Screw-On Head (2002)        |
| Abu Gung i łodyga fasoli (2020)    | Abu Gung and the Benstalk (2008)        |
| Magik i wąż (2020)                 | The Magician and the Snake (2002)       |
| Wiedźma i jej dusza (2020)         | The Witch and Her Soul (2010)           |
| Więzień Marsa (2020)               | The Prisoner of Mars (2008)             |
| W kaplicy kuriozów (2020)          | In the Chapel of Curious Objects (2010) |

## Odbiór i nagrody
Komiksy o Dokręcanej Głowie spotkały się z pozytywnym odbiorem czytelników i krytyki. W 2003 Mignola otrzymał za nie dwie Nagrody Eisnera: za historię Niesamowita Dokręcana Głowa w kategorii "najlepsza publikacja humorystyczna" i za Magika i węża w kategorii "najlepsza krótka opowieść".